# ريان لي
ريان لي (بالإنجليزية: Ryan Lee)‏ (و. 1996 – م) هو ممثل، وممثل تلفزيوني، من الولايات المتحدة الأمريكية، ولد في أوستن، تكساس.

## وصلات خارجية
- ريان لي على موقع IMDb (الإنجليزية)
- ريان لي على موقع ألو سيني (الفرنسية)
- ريان لي على موقع أول موفي (الإنجليزية)
- ريان لي على موقع قاعدة بيانات الأفلام السويدية (السويدية)
- ريان لي على موقع قاعدة بيانات الفيلم (الإنجليزية)
- ريان لي على موقع كينوبويسك (الروسية)